# Triangulum Minor

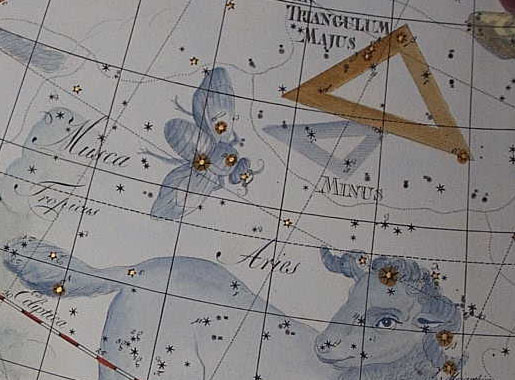
Les constel·lacions de Triangulum Minor i Musca Borealis.

Triangulum Minor o Triangulum Minus (llatí, triangle menor) és el nom d'una constel·lació, avui en desús, creada per Johannes Hevelius la qual estava formada pels estels de la part sud de l'actual constel·lació del Triangle. El triangle estava definit pels següents estels de cinquena magnitud: 6 Trianguli -també coneguda pel seu nom de variable TZ Trianguli-, 10 Trianguli i 12 Trianguli. Va aparèixer poc en els següents mapes estel·lars, i per a finals del segle xix havia caigut en desús.